# Техноекологія
Те́хноеколо́гія (від грец. techne — мистецтво, майстерність та екологія) — розділ екології, який вивчає джерела і можливий вплив технологічної діяльності на довкілля. Це прикладний напрямок в екології, пов'язаний із такими об'єктами людської діяльності, як енергетика, промисловість, сільське господарство, транспорт, військова справа, наука тощо.
Техноекологія визначає обсяги, механізми й наслідки впливів на довкілля, здоров'я людини різних галузей і об'єктів, особливості використання ними ресурсів природних, розробляє регламентації природокористування й технічні засоби охорони природи, опікується проблемами утилізації відходів виробництва та відтворення зруйнованих екосистем, екологізацією виробництв.

## Див. теж
- Інженерна екологія